# 上切布拉
上切布拉（羅馬化：Verkh-Chebula）是俄罗斯克麦罗沃州的市级镇、切布拉区行政中心及最大聚居地，也是该区唯一的市级镇。位于鄂毕河流域内基亚河支流切布拉河畔，地处克麦罗沃州北部，在州府克麦罗沃东北方。
该地2021年人口有4,459人；2010年人口5,060；2002年人口5,357；1989年人口5,474。